# Rita Borromeo Ferri
Rita Borromeo Ferri (* 1976 in Siegen) ist eine deutsche Mathematikdidaktikerin und Hochschullehrerin.

## Leben
Borromeo Ferri legte ihr Abitur 1995 am Städtischen Gymnasium Kreuztal ab und studierte im Anschluss Mathematik, Sachunterricht (Gesellschaftslehre), Deutsch und Erziehungswissenschaft für das Lehramt der Primarstufe an der Universität Siegen. Das Studium schloss sie mit dem Ersten Staatsexamen ab und promovierte 2004 in Mathematikdidaktik. Nach Tätigkeiten als wissenschaftliche Mitarbeiterin (2006), der Übernahme einer Vertretungsprofessur an der Universität Siegen (2006) sowie dem Referendariat und Ablegen des Zweiten Staatsexamen (2006–2007), habilitierte sie sich im Jahr 2010 und wurde von der Universität Hamburg zur Privatdozentin für das Lehrgebiet Mathematikdidaktik ernannt. Von 2007 bis 2011 übernahm Borromeo Ferri eine Vertretungsprofessur an der Universität Hamburg und im April 2011 trat sie eine Professur für Mathematikdidaktik an der Universität Kassel an, die sie seitdem innehat. Seit 2019 ist sie zudem Wissenschaftsberaterin der Columbia University.
Borromeo Ferri ist verheiratet und hat zwei Kinder.

## Schriften (Auswahl)
- Mathematische Denkstile. Ergebnisse einer empirischen Studie (Zugl.: Hamburg, Univ., Diss., 2004), Franzbecker, Hildesheim/Berlin 2004, ISBN 978-3-88120-387-6.
- Wege zur Innenwelt des mathematischen Modellierens : kognitive Analysen zu Modellierungsprozessen im Mathematikunterricht (Zugl.: Hamburg, Univ., Habil.-Schr., 2009), Vieweg + Teubner, Wiesbaden 2010, ISBN 978-3-8348-1299-5.